# Pont Lions Gate

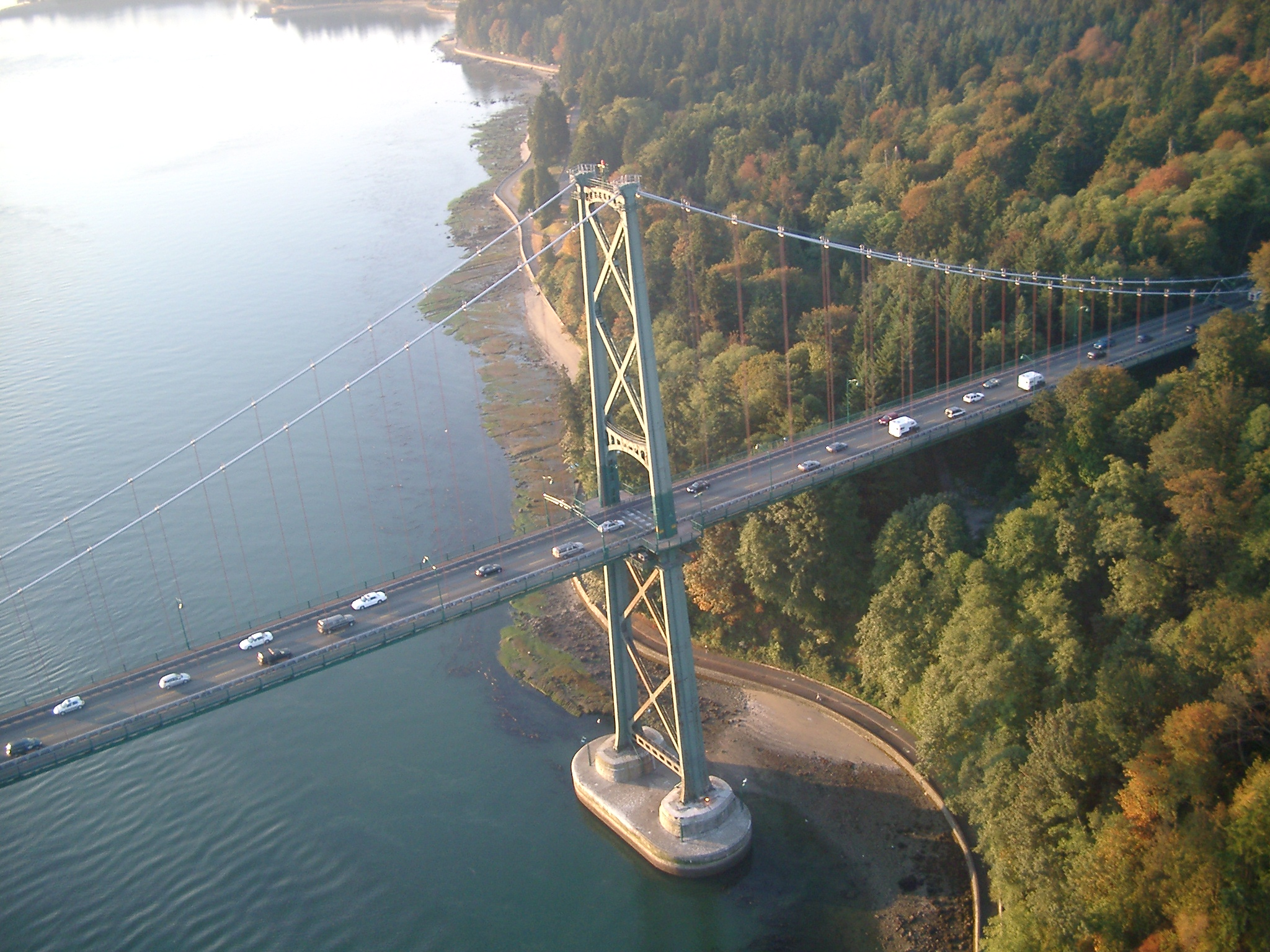
Le pont Lions Gate, vu des airs.

Le pont Lions Gate (en anglais : Lions Gate Bridge) est un pont suspendu à usage routier, inauguré en 1938, qui traverse la baie Burrard au-dessus de First Narrows entre les villes de Vancouver et Vancouver Ouest en Colombie-Britannique, au Canada. Officiellement nommé First Narrows Bridge, il constitue un des symboles de la ville de Vancouver.
Alors qu'à l'origine, il s'agissait d'un ouvrage privé, le pont est actuellement la propriété de la province de Colombie-Britannique.

## Nom du pont
Le nom officiel du pont est First Narrows Bridge (en français : pont First Narrows), car il est situé au-dessus du détroit First Narrows, qui sépare West Vancouver de la presqu'île du parc Stanley (le terme narrows désigne en anglais un endroit resserré dans une étendue d'eau).
Le nom courant anglais Lions Gate (en français : « La porte des lions ») fait référence au nom d'une célèbre formation montagneuse, constituée de deux sommets rapprochés, dans les montagnes North Shore (North Shore Mountains), contreforts de la Chaîne côtière.

## Caractéristiques
Le Lions Gate relie le parc Stanley, près du centre-ville de Vancouver (sur la rive sud de la baie Burrard), et Vancouver Ouest sur la rive nord de la baie. C'est un pont suspendu de type ancré au sol, avec tablier en poutre à treillis.
La portée principale du pont est de 472 mètres. La longueur totale du pont, avec les rampes d'accès, est de 1 823 mètres. La hauteur des piliers est de 111 mètres et le tirant d'air maximal pour le passage des bateaux est de 61 mètres.
La circulation automobile sur le pont se fait sur trois voies. Le sens de circulation de la file du milieu peut être facilement modifié en fonction des besoins, à l'aide de feux de signalisation. Le trafic moyen sur le pont est de l'ordre de 70 000 véhicules par jour.
L'axe routier du pont fait partie des autoroutes provinciales 1A et 99 (également connue sous le nom anglais Sea to Sky Highway).
Les ponts suspendus ancrés au sol nécessitent la présence de massifs d'ancrage imposants et lourds. Prospect Point dans le parc Stanley convenait bien à l'installation du pont, mais à l'autre extrémité la plaine côtière a nécessité la construction d'une rampe d'extension.

## Histoire
Un premier pont, à usage ferroviaire et routier, avait été construit sur la baie Burrard en 1925, à hauteur de Second Narrows. Au début des années 1930, ce pont est endommagé et les habitants doivent à nouveau utiliser les bacs et les ferrys pour traverser la baie. L'idée ancienne de construire un nouveau pont, à l'entrée du port de Vancouver par-dessus First Narrows se renforce, même après que le pont Second Narrows soit remis en service. Un vote est organisé en 1933 sur ce sujet et son résultat est favorable à la construction du nouveau pont.
Un homme d'affaires, Alfred James Towle Taylor, va jouer un grand rôle dans la réalisation du projet. Alfred Taylor pressentait le potentiel en immobilier résidentiel que pouvait représenter la rive nord de la baie si on la raccordait directement au cœur prestigieux du centre-ville de Vancouver. Pour lui, le pont ne devait pas seulement être une voie de communication mais également un ouvrage remarquable par son esthétique.
Pour financer le projet, Taylor pris contact avec la famille britannique Guiness qui possédait des terrains sur la rive nord. Le coût total du pont s'élèvera finalement à 5,6 millions de dollars canadiens.
Après des années de pourparlers avec les autorités, Taylor finit par obtenir leur accord et le projet put se réaliser.
En 2011, le pont a été retenu pour être le lieu de l'accident d'ouverture du film Destination finale 5.

## Construction
La construction du pont, qui a duré du 31 mars 1937 au 19 avril 1938, a été un spectacle public considérable pour les habitants et les visiteurs de la région.

## Pont deDestination finale 5
Dans Destination finale 5, c'est sur le Lions Gate Bridge que se déroule la scène catastrophe que l'on retrouve au début de chaque opus de la saga Destination Finale.
Sam Lawton, le personnage principal, a une vision montrant le pont en train de s'effondrer. Les travaux de réfection du pont ainsi que la météo sont mis en cause par la police pour expliquer le drame. La scène s'étend durant presque quatre minutes.